# Povolški Finci
Povolški ali Volški Finci, včasih tudi Vzhodni Finci,  so bili zgodovinska skupina avtohtonih ljudstev v Rusiji, ki je živela v porečju Volge  in govorila uralske jezike. Njihovi sodobni predstavniki so Marijci in Mordvinci (Erzjani in Mokšani). K Povolškim Fincem se včasih prišteva tudi Permjane.
Sodobni predstavniki Povolških Fincev živijo v porečjih Sure i Mokše in v manjšem številu na ozemlju med rekama Volga in Belaja. Marijski jezik ima dve narečji: planinsko in dolinsko.
Mmarijski in mordvinski jeziki (erzjanščina in mokšanščina) so tradicionalno veljali za volško-finsko ali volgajsko skupino jezikov znotraj uralske jezikovne družine, kar so sprejeli jezikoslovci, kot je Robert Austerlitz (1968), Aurélien Sauvageot & Karl Heinrich Menges (1973) in Harald Haarmann (1974), drugi, kot sta Björn Collinder (1965) in Robert Thomas Harms (1974), pa so njihovo mnenje zavračali. To združevanje je kritiziral tudi Salminen (2002), ki meni, da so Povolški Finci geografska in ne filogenetska skupina. Od leta 2009 se marijski in mordvinski jezik štejeta za različni veji družine uralskih jezikov.

## Marijci
Marijci  ali Čeremisi (rusko Черемисы, Čeremisi, tatarsko Çirmeş) so tradicionalno živeli ob Volgi in Kami. Večina Marijcev danes živi v republiki Mari El, veliko pa v tudi Tatarstanu in Baškortostanu. Marijce sestavljajo tri različne skupine: Nižinski Marijci na levem bregu Volge, Gorski Marijci na desnem bregu Volge in Vzhodni Marijci v republiki Baškortostan. V ruskem popisu prebivalstva  leta 2002 se je za Marijce opredelilo 604.298 oseb, pri čemer jih je 18.515 navedlo, da so Gorski Marijci, in 56.119 da so Vzhodni Marijci. Skoraj 60 % Marijcev je živelo na podeželju.

## Merjani
Merjani (rusko Меря, Merja) so naseljevali  ozemlje, ki  je približno ustrezalo današnjemu Zlatemu obroču Rusije ali regiji Zalesje, vključno z današnjo Moskovsko, Jaroslaveljsko, Kostromsko, Ivanovsko in Vladimirsko oblastjo. V sodobnem vepskem jeziku beseda meri pomeni morje. Merjane so po vključitvi njihovega zemlja v Rusijo v 10. stoletju verjetno mirno asimilirali Vzhodni Slovani.
V 6. stoletju jih Jordanes na kratko omenja kot Merense. Njihov podroben opis je v kasnejši Primarni kroniki. Sovjetski arheologi so  prepričani, da je bilo njihovo glavno mesto Sarskoe Gorodišče v bližini jezera Nero južno od Rostova na Donua. Letopisci Merjane omenjajo tudi v povezavi z nekaterimi pomembnimi dogodki: leta 859 so jih Vikingi obdavčili, leta 862 pa so sodelovali v boju proti njim. Leta 882 so spremljali Olega Novgorodskega v Kijev, kjer je utrdil svojo oblast. Leta 907 so bili  med udeleženci Olegovega pohoda proti Bizantinskemu cesarstvu. Leta 1235 se je brat Julijan odpravil obiskat Madžare, ki so ostali na vzhodu. V svojem drugem potopisu omenja, da so Tatari osvojili deželo, imenovano Merovija.
Po eni od domnev so bili Merjani zahodna veja Marijcev in ne ločeno pleme. Njuna etnonima sta v bistvu enaka.
Za nepotrjen merjanski jezik  se tradicionalno domneva, da je spadal v volško-finsko skupino jezikov.  To domnevo je izpodbijalo več jezikoslovcev, med njimi Eugene Helimski, ki  domneva, da je bila Merjani bliže severozahodni skupini Ugro-fincev (Balto-finci in Sami), Gábor Bereczki pa domneva, da je merjanski jezik spadal v baltsko-finsko skupino.
Merjani naj bi se borili z Bolgari v vojnah proti Tatarom.
Nekateri prebivalci v več okrožjih Kostromske in Jaroslaveljske lasti se predstavljajo kot Merjani, čeprav so bili v zadnjih popisih registrirani kot Rusi. Sodobni Merjani imajo svoja spletna mesta, zastavo, grb in himno ter sodelujejo v razpravah o tej temi na ugrofinskih omrežjih.
Leta 2010 je bil posnet film Ovsjanki (dobesedno Strnadi, sicer pa Tihe duše), ki temelji  na istoimenskem romanu,  posvečenemu  domišljijskemu življenju sodobnih Merjanov.
V začetku 21. stoletja se je pojavilo novo družbeno gibanje, tako imenovani "merjanski etnofuturizem". Maja 2014 je Nova galerija v mestu Ivanovo med "Nočjo muzejev" odprla umetniški projekt Volga, Sacrum. Oktobra 2014 je na III. festivalu jezikov na Univerzi v Novgorodu potekala predstavitev merjanskega jezika.

## Meščeri
Meščeri (rusko Мещера, Meščera ali Мещёра, Meščjora) so živele na ozemlju med reko Oko in reko Kljazmo v deželi gozdov, barij in jezer. Območje se še vedno imenuje Meščersko nižavje.
Prvi ruski pisni vir, ki jih omenja, je Tolkovaja paleja iz 13. stoletja. Omenja jih tudi več drugih ruskih kronik iz obdobja pred 16. stoletjem, kar je v popolnem nasprotju s sorodnimi Merjani in Muromci, za katere se zdi, da so jih Vzhodni Slovani asimilirali do 10. in 11. stoletja.
Moskovski knez Ivan II.  je v svoji oporoki iz leta 1358 pisal o vasi Meščerka, ki jo je kupil od domačega meščerskega poglavarja Aleksandra Ukoviča. Zdi se, da je bila vas spreobrnjena v krščansko pravoslavno vero in vazal Moskovije.
Na beneškem Fra Maurovem zemljevidu (ok. 1450) so v "provinci Rusiji" omenjeni Meščera, Mordva, Sibirski kanat in nekaj drugih težje razložljivih pokrajin.
Več dokumentov omenja Meščero v zvezi s pohodom Ivana Groznega v Kazan v 16. stoletju. Ta poročila zadevajo državo Meščera, znano pod pogojnim imenom Temnikovska Meščera, po osrednjem mestu Temnikov. Državo so asimilirali Mordvini in Tatari. Knez A.M. Kurbski je zapisal, da se v deželah Meščerov govori mordvinski jezik.
V vasi Žabki v okrožju Jegorjevsk, Moskovska oblast,  so leta 1870 našli grobišča Meščerov. V grobovih so bili najdeni tudi ženski bronasti okraski, opredeljeni kot ugrofinski in datirani v 5. do 8. stoletje. Med njimi so bili prstani, žvenketajoči obeski, zaponke in vratni obroči. Posebnost so okrogle naprsne ploščice z značilnim okrasjem. Zelo podobne najdbe so se kmalu pojavile v Rjazanski in Vladimirski oblasti, kar je arheologom omogočilo ugotoviti značilnosti materialne kulture Meščerov. Od reke Moskve in vzdolž reke Oke do mesta Kasimov je bilo odkritih 12 takšnih najdišč. Današnje splošno mnenje je, da je okansko-rjazanska kultura identična meščerski.
Zdi se, da je meščerska kultura v dolini reke Oke izginila do 11. stoletja. Vse kaže, da se je meščersko plemstvo spreobrnilo in asimiliralo do 13. stoletja, preprosti lovci in ribiči pa so morda še nekaj časa ohranili elemente svojega jezika in prepričanj. V 16. stoletju so v Radovickem ustanovili samostan svetega Nikolaja, da bi preko njega spreobrnili preostale meščerske pogane.
Meščerski jezik ni potrjen in teorije o njegovi pripadnosti ostajajo špekulativne. Nekateri jezikoslovci menijo, da bi meščerščina lahko bila narečje mordvinščine, medtem ko je Pauli Rahkonen na podlagi toponomastičnih dokazov domneval, da je bila permski ali njemu soroden jezik. Rahkonenove špekulacije so predmet kritik drugih jezikoslovcev, na primer ruskega uralista Vladimirja Napolskega.
V nasprotju s splošnim mnenjem je zgodovinar Alimzhan Orlov izpodbijal finsko ozadje Meščerov. Menil je, da so bili izvorno turško pleme, natančneje pleme Polovcev (Kipčakov), ki se je pojavilo v 5.-8. stoletju v jugovzhodni Evropi.  Orlov navaja, da sta se sčasoma, okoli leta 1200-1300, izoblikovali "dve Meščeri" - ena ruska in druga tatarska.  Orlov trdi, da obstajajo arheološke najdbe, ki dokazujejo njegovo teorijo, in da jih je Ivan Grozni  pomotoma identificiral kot Marijce/Čeremise. Orlov meni, da so turški Mešerji predniki Mišarskih Tatarov.

## Mordvini
Mordvini ali Mordvinci (rusko мордва, Mordva) so še veno eno od večjih avtohtonih ljudstev Rusije. Manj kot tretjina Mordvinov živi v avtonomni republiki Mordoviniji v Ruski federaciji v porečju reke Volge. Mordvine sestavljata dve veliki podskupini, Erzjani in Mokšani. Ob njih so tudi manjše podskupine Karatajev, Terjuhanov in Tengušev, ki so bili med 19. in 20. stoletjem povsem rusificirani ali poturčeni.
Erzjani in Moškani govorijo različna jezika. Karatajski Mordvini živijo v okrožju Kama Tamağı v Tatarstanu in so začeli govoriti tatarsko, čeprav z velikim deležem mordvinskega besedišča. Terjuhani, ki živijo v Nižegorodski oblasti v Rusiji, so v 19. stoletju prešli na ruščino. Tenguševski Mordvini so prehodna skupina med Mokšani in Erzjani. Imenujejo jih tudi Šokši in so izolirani od večine Erzjanov. Na njihovo narečje/jezik so vplivala mokšanska narečja.

## Muromci
Muromci (rusko Мурома, Muroma) so živeli v porečju Oke. Omenjata jih Primarna kronika in Rogoški kronist. Iz njihovih grobišč je moč sklepati, da so kot etnična skupina nastali okoli 7. stoletja našega štetja. Staro mesto Murom še vedno nosi njihovo ime. Muromci so plačevali davek ruskim knezom. Ko je bilo njihovo ozemlje vključeno v Rusijo, so jih Vzhodni Slovani v 11. do 12. stoletju kulturno asimilirali, tako kot sosednje Merjane. Skupina Muromcev se je skupaj z Madžari ali Bolgari preselila v Panonsko nižino. Rogoški kronist jih uvršča med ljudstva, ki so leta 897 naselila Panonsko nižino.
Med izkopavanjem muromskih grobov so arheologi odkrili bogato arheološko zapuščino. Orožje je bilo po izdelavi med najboljšimi v okolici, nakit, ki ga je bilo v grobovih v izobilju, pa je izjemen tako po  domiselnosti oblik kot po natančni izdelavi. Za Muromce so bili značilni naglavni okraski v obliki lokov, stkani iz konjske žime in usnjenih trakov in spiralno prepleteni z bronasto žico. Zanimivo je, da česa takega ni moč opaziti pri drugih povolških finskih ljudstvih.
Tako kot drugi srednjeveški Povolški Finci so tudi Muromci v grobove dajali živila. Konje so pokopali ločeno, jih obrzdali in osedlali. Pokopali so jih ležeče na trebuhu s spodvitimi nogami in dvignjeno glavo, da so bili videti kot živi.
Leta 2023 so na bregovih reke Oke izkopali 13 muromskih grobov in v njih našli veliko predmetov. Med njimi je bila pasna zaponka, najbolj podobna pasnim zaponkam osvajalskih Madžarov. V grobu, domnevno plemiča, so našli orožje (sulice in sekire),  kovance (dirhami) in pet svinčenih uteži.
Naselja Muromcev so bila zgrajena na vzpetinah nad poplavnimi travniki. Osnova muromskega gospodarstva je bila živinoreja.  Redili so  prašiče in govedo, v manjšem obsegu tudi ovce. Posebno vlogo so imeli konji, ki so jih redili tudi za meso. Poljedelstvo je imelo v njihovem gospodarstvu manjšo vlogo. Lovili so predvsem kožuharje.
Muromski jezik  ni potrjen, vendar se domneva, da je bil uralski in je bil pogosto umeščen v volško-finsko kategorijo. A.K. Matvejev je identificiral toponomastiko ob spodnji Oki in spodnji Kljazmi, ki ustreza muromski. Po toponimiji sodeč je bil muromski jezik blizu jeziku Merjanov. Na podlagi toponimov je bilo rekonstruirano nekaj muromskih besed. Muroski jezik je izumrl okoli  10. stoletja.
Primarna kronika o Muromcih piše:
"Ob reki Oki, ki se izliva v Volgo, ohranjajo svoje materne jezike Muromci, Čeremiši in Mordvini."
Rogoški kronist o Muromcih piše:
"Leta 6405 [897] so ob Donavi živeli Slovani, pa tudi Ogri, Muromci in Donavski Bolgari."